# Daesong-myeon
Daesong-myeon (koreanska: 대송면) är en socken i den östra delen av Sydkorea, 280 km sydost om huvudstaden Seoul. Den ligger i stadsdistriktet Nam-gu i kommunen Pohang i provinsen Norra Gyeongsang.